# Юр'єль (кантон)
Юр'єль (фр. Huriel) — кантон у Франції, знаходиться в регіоні Овернь, департамент Альє. Входить у склад округа Монлюсон.
Код INSEE кантона — 0307. Всього до кантону Юр'єль входить 29 муніципалітетів з адміністративним центром в Юр'єль. Після кантонального перерозподілу 2014 року територіальні межі кантона були змінені. Кількість муніципалітетів у кантоні збільшилася з 14 до 31, а потім зменшилася до 29 (3 із них об'єдналися в новий муніципалітет О-Бокаж).

## Муніципалітети кантона
- Аршинья
- Бізней
- Валлон-ан-Сюллі
- Вена
- Віпле
- Ериссон
- Естіварей
- Кон-д'Альє
- Курсе
- Ла-Шаплод
- Ле-Бретон
- Луру-Бурбонне
- Мепль
- Нассіньї
- О-Бокаж
- Од
- Реньї
- Сен-Дезіре
- Сен-Капре
- Сен-Мартіньян
- Сен-Пале
- Сен-Сов'є
- Сент-Елуа-д'Альє
- Сованьї
- Тортезе
- Тренья
- Шазме
- Шамбера
- Юр'єль (адміністративний центр)

## Демографія
У 2018 році в кантоні проживало 15 958 жителів, що на 3,93% менше, ніж у 2013 році (Альє: -1,82%, Франція без урахування Майотти: +2,36%).
| 16,302                                 | 15,958 |
| В період з 2015 по 2018 рік (тис. ос.) |        |